# Behetría

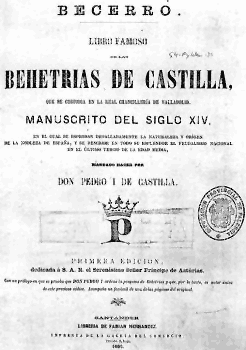
Becerro de las Behetrías
edición de 1886

El término behetría procede del bajo latín benefactoría, a través de benefetria y benfectria. Según Corominas, se puede decir que una behetría era «una población cuyos vecinos tenían derecho a elegir su señor», eligiendo como tal a quien les hiciera más bien; el labriego que habita esa población recibe el nombre de «hombre de behetría» (homines de benefactoria).
Según autores como Carlos Estepa Díez, no es solo el término el que deriva de benefactoría, sino que la propia institución procede de una fase previa en la que todavía no existirían las estructuras señoriales que caracterizaban a las behetrías. El mismo autor menciona un diploma de 1089 en el que se hace referencia a distintas formas de heredad y entre ellas la benefactoría. Las behetrías aparecen refrendadas en los compendios legislativos efectuados por Alfonso X:

«Et Behetría tanto quiere decir como heredamiento que es suyo quito de aquel que vive en él, et puede rescebir en él por señor á quien quisiere que mejor le faga»
Alfonso X, Las Siete partidas

## Behetrías conocidas
Aunque hay algunas behetrías esporádicas en los reinos de León y Galicia, estas son características del reino de Castilla, al norte del río Duero, durante la Edad Media. Esta zona se distribuía en merindades, una forma de organización muy diferente al sistema de Comunidades de Villa y Tierra seguido en la denominada Extremadura Castellana (la zona fronteriza más peligrosa situada al sur del Duero durante parte de la Reconquista, concretamente hasta la conquista de Toledo en 1086).
Las merindades y el número de behetrías en cada una fueron:
- Merindad de Liébana-Pernía (6)[5]
- Merindad de Asturias de Santillana (106)[6]
- Merindad de Castilla la Vieja (104)[7][b]
- Merindad de Santo Domingo de Silos (40)[7]
- Merindad de Candemuño (30)[6]
- Merindad de Castrojeriz (65)[6]
- Merindad de Burgos-Ubierna (32)[6]
- Merindad de Villadiego (55)[5]
- Merindad de Carrión (35)[9]
- Merindad de Aguilar de Campoo (88)[5]
- Merindad de Campos (12)[9]
- Merindad de Cerrato (41)[9]
- Merindad de Monzón (38)[9]
- Merindad de Saldaña (24)[6]

Lo más normal es que las behetrías fuesen «colectivas», es decir, afectaban a localidades enteras (aunque también hubiese behetrías individuales). Los habitantes del pueblo podían elegir a su señor y pactar las condiciones del contrato (el señor ofrecía la protección y la superestructura organizativa, mientras que los labriegos pagaban ciertas prestaciones). Había dos tipos fundamentales de behetría:
- Behetría de Mar a Mar: Según la cual los campesinos podían elegir a su señor entre candidatos de cualquier procedencia.[10]
- Behetría de Linaje: Según la cual los campesinos solo podían elegir entre habitantes de origen noble de la comarca, es decir, los «naturales» o «diviseros».[11]

## Historia
Según se desprende del estudio realizado por Carlos Estepa Díez de algunos diplomas castellanos de comienzos del siglo XIII, parece ser que en 1185 había ya clara conciencia de la realidad señorial conocida como behetría, diferente de las otras formas señoriales como el realengo, el abadengo, el solariego y las encartaciones. Sin embargo, a lo largo de la Edad Media la behetría se va deteriorando; en primer lugar pasa a ser hereditaria, con lo que el campesino pierde la capacidad de elegir señor, poco más tarde se pierde también la posibilidad de negociar las condiciones del contrato, tal como se aprecia en el Ordenamiento de Alcalá, del año 1348. En este documento se «fosilizaban», por así decirlo, los gravámenes de los campesinos, lo que dio lugar a numerosas quejas reflejadas en las Cortes de Valladolid de 1351.
A raíz de las quejas, el rey Pedro I mandó confeccionar el libro Becerro de las Behetrías de Castilla en 1352, con el fin de averiguar el estado de los territorios castellanos del norte. No todas las localidades eran de behetría, de hecho algunas lo fueron pero pasaron al poder feudal debido a concesiones regias (como las de Enrique II de Castilla, el de las Mercedes) o a abusos señoriales. Concretamente, algo más de 600 lugares conservan los derechos de behetría, las demás eran de «realengo» (pertenecían al rey), «abadengo» (pertenecían al señorío de algún monasterio) y de «solariego» (pertenecían a algún noble feudal).

## Prestaciones
Aun reconociendo el valor informativo del Becerro de las Behetrías, este quedó sin terminar y no es muy explícito acerca de los derechos señoriales o reales. Normalmente las prestaciones de los Hombres de Behetría se pueden dividir en las siguientes:
Prestaciones debidas al señor
- La tasa divisera: es la parte que se paga a los señores de las Behetrías de linaje, es decir, a los diviseros o naturales.
- Infurción: Sería un impuesto individual pagado por cada campesino al señor de las Behetrías de Mar a Mar. La infurción no es exclusiva de las behetrías, que es un impuesto pagado en cualquier tipo de señorío feudal.[15]
- Yantar: Derecho del señor y su séquito de albergarse, durante el viaje por su feudo, en casa de cualquiera de sus vasallos, comer en ella y exigir que sus monturas recibiesen alimentos. En principio, el impuesto era eventual y se pagaba en especie, pero con el tiempo pasó a pagarse en moneda.
- Sernas: Era la obligación que tenía cualquier campesino acogido a un régimen señorial, de trabajar las tierras del señor (además de las suyas propias). Así, pues, las sernas no son exclusivas de las behetrías, se dan también en zonas feudales de abadengo y solariego.[16]

Prestaciones debidas al rey
- Servicio: son los impuestos que el rey solicitaba a sus súbditos para hacer frente a gastos extraordinarios, por ejemplo, guerras u otros episodios excepcionales. Previamente a su cobro, el rey necesitaba la aprobación de las Cortes. Aunque se trataba de un impuesto extraordinario, con el tiempo (debido a que los siglos XIV y XV son críticos) acabaron siendo un pago habitual.
- Monedas: Otro impuesto extraordinario previamente autorizado por las Cortes, con la diferencia de que este era periódico y se pagaba cada siete años.
- Fonsadera: Es una especie de rescate que paga el campesino a cambio de no acudir al fonsado, es decir, de no ser alistado en las levas del rey en caso de guerra.
- Martiniega: Son las rentas habituales pagadas en la festividad de San Martín.
- Castellería: Conocida también como mena o retenencia, era el tributo pagado al rey para la construcción y reparación de las fortalezas.[17]